# Luis Tudanca
Luis Tudanca Fernández (Burgos, 25 de mayo de 1978) es un jurista y político español, procurador de las Cortes de Castilla y León por Burgos desde junio de 2015, fecha desde la que también es portavoz en la cámara autonómica del PSOE de Castilla y León, del cual fue también secretario general desde octubre de 2014 hasta enero de 2025. Fue diputado en Cortes Generales por Burgos entre 2008 y 2015.

## Trayectoria académica
Es licenciado en Derecho por la Universidad de Burgos y tiene un postgrado de especialista en Derecho del Consumo. Fue miembro de la Junta de Gobierno de la Universidad de Burgos de 2000 a 2002.

## Trayectoria política
Miembro del Partido Socialista Obrero Español (PSOE) desde el 2000, es secretario general de la Comisión Ejecutiva Provincial del PSOE de Burgos desde el 2 de junio de 2012, fecha en la que se celebró el X Congreso Provincial ordinario. Durante el primer gobierno de José Luis Rodríguez Zapatero desempeñó el cargo de jefe del Gabinete de la subdelegada del Gobierno en la provincia de Burgos, Berta Tricio.
Entre 2008 y 2012 ejerció de secretario de Organización del PSOE en la provincia de Burgos. En las elecciones generales de 2008, ocupó el número 3 en la lista de candidatos del PSOE al Congreso de los Diputados. Después de ganar estos comicios el PSOE, Octavio Granado, que encabezaba la lista al Congreso de los Diputados de los aspirantes socialistas burgaleses, renunció a su escaño para volver a ocupar la Secretaría de Estado de la Seguridad Social, por lo que Tudanca fue proclamado diputado. 
En las elecciones generales de noviembre de 2011 encabezó la lista al Congreso de los Diputados en Burgos. El PSOE obtuvo un escaño de diputado en la circunscripción, de manera que Tudanca se convirtió en diputado tras los comicios. Estuvo adscrito a las comisiones parlamentarias de Defensa, Pacto de Toledo, y de Políticas Integrales para la Discapacidad.

### Secretario general del PSOE de Castilla y León

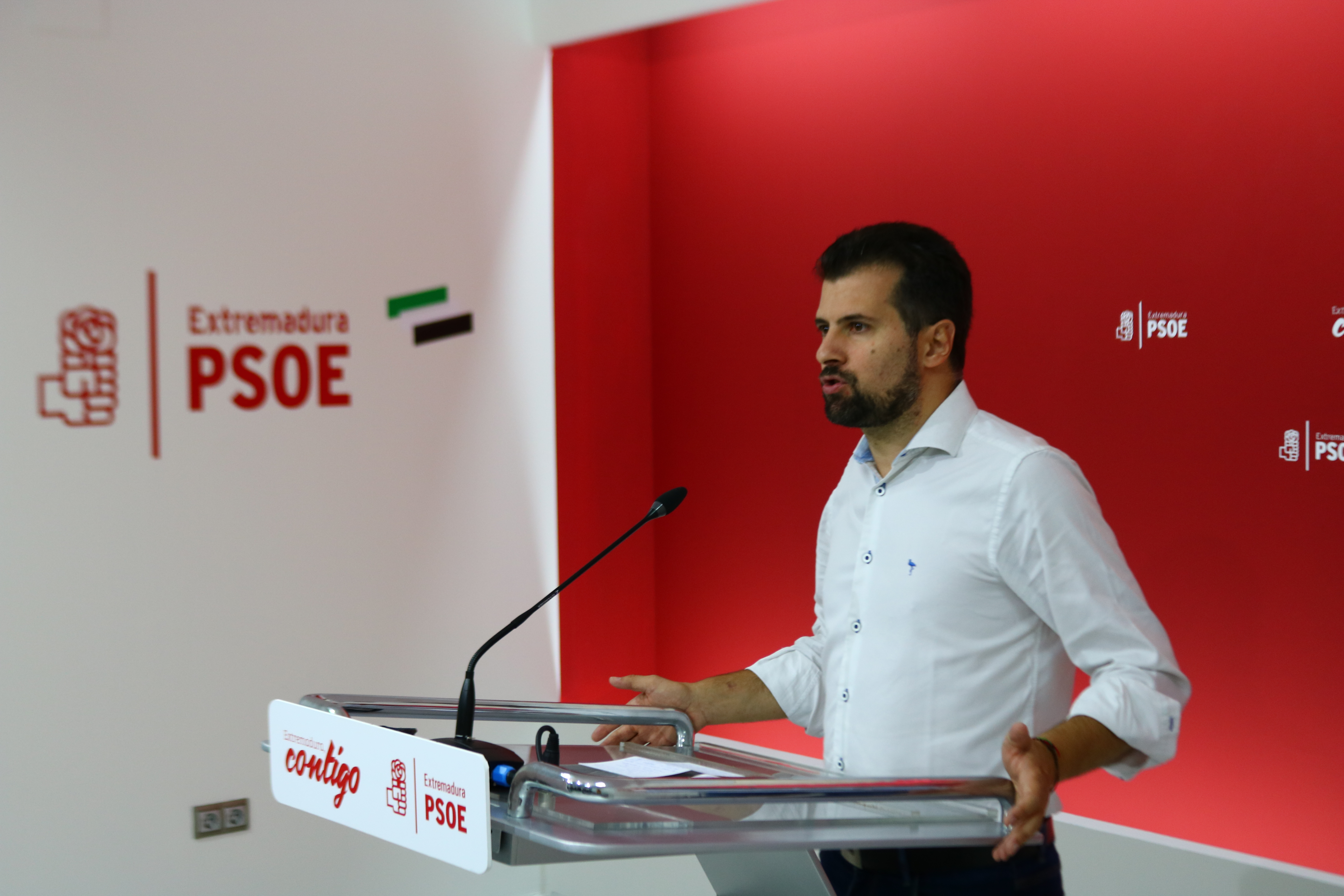
En 2018 durante una visita al PSOE extremeño

El 29 de agosto de 2014 presentó su candidatura a la Secretaría General del PSOE de Castilla y León. El 4 de octubre de 2014 fue elegido por primarias entre los militantes del PSOE de Castilla y León, y el 18 de octubre de 2014 fue ratificado como secretario general en un Congreso. Entre los días 16, 17 y 18 fue escogido para presidir el XXXIX Congreso del PSOE. Fue candidato del PSOE a la presidencia de la Junta de Castilla y León en las elecciones autónomicas del 24 de mayo de 2015, obteniendo 25 procuradores. Asumió la portavocía del Grupo Parlamentario Socialista en las Cortes de Castilla y León, encabezando la oposición al gobierno de Juan Vicente Herrera.
En mayo de 2018 se convirtió en el candidato postulado por el PSOE a la presidencia de la Junta de Castilla y León al ser la única precandidatura que se inscribió para las primarias.
En las elecciones autónomicas del 26 de mayo de 2019, su candidatura obtuvo 35 procuradores, siendo la primera vez desde 1983 que el PSOE era la fuerza más votada en las elecciones de Castilla y León, si bien un pacto entre el PP y Ciudadanos se alzó al final con el gobierno de la Junta de Castilla y León, cumpliendo la mayoría social de derechas que se produjo en las elecciones
El 15 de enero de 2025, fue sustituido por Carlos Martínez Mínguez como secretario general electo del PSOE de Castilla y León

## Cargos desempeñados
- Jefe de Gabinete de la Subdelegación de Gobierno de Burgos (2004-2008).
- Diputado por Burgos en el Congreso de los Diputados (2008-2015).
- Secretario general del PSOE de Burgos (2012-2015).[3]
- Secretario general del PSOE de Castilla y León (2014-2015).
- Procurador por Burgos en las Cortes de Castilla y León (2015-2025).
- Portavoz del Grupo Socialista en las Cortes de Castilla y León (2015-2025).
- Senador designado por las Cortes de Castilla y León (desde 2025).

## Trayectoria profesional
Sin actividad conocida fuera de la política